# 小谷公一郎
小谷 公一郎（こたに こういちろう、1969年8月10日- ）は、山口県下関市生まれの俳優、ナレーター。身長182cm。体重78kg。

## 人物
法政大学卒業。青年座養成所出身。東京俳優生活協同組合所属。

## 出演

### テレビドラマ
NHK
- 葵 徳川三代（2000年）
- 北条時宗（2001年）
- もう一度キス（2001年）
- 次郎長 背負い富士（2006年）

日本テレビ
- 35歳の高校生（2013年）

TBS
- パートタイマー刑事 月形兄妹の事件簿１ みちのく殺意の帰郷（1998年）
- 愛するために愛されたい（2003年）
- 魔王（2008年）
- MONSTERS（2012年）

テレビ朝日
- 仮面ライダー龍騎（2002年）
- エースをねらえ!（2004年）
- 相棒（2005年）
- 土曜ワイド劇場 法医学教室の事件ファイル23（（2006年）
- 新聞記者・鶴巻吾郎
- おいしいごはん 鎌倉・春日井米店（2007年）

フジテレビ
- はるちゃん（1998年）
- 世にも奇妙な物語
  - 「レンタルラブ」（2003年）
  - 「雨の訪問者」（2006年）
- アンフェア（2006年）
- 刑事・鳴沢了2〜偽りの聖母〜（2011年）
- 遅咲きのヒマワリ（2012年）
- ブラックプレジデント（2014年）
- 素敵な選TAXI（2014年）

### 映画
- 生地獄「つんくタウン企画」（2000年）
- Summer Nude（2003年）
- 爆走デコトラ烈伝（2004年）

### Vシネマ
- どチンピラ18（1996年）
- 実録・九州やくざ抗争史 - LB熊本刑務所（2002年）
- 赤蜘蛛（2004年）

### ナレーション
NHK
- 追跡!AtoZ（2009年 - 2010年）
- わたしが子どもだったころ 「宇梶剛士」（（2009年）

テレビ朝日
- 夏目☆記念日（2013年）

テレビ東京
- ロングセラー進化論（2013年）

フジテレビ
- FNSの日（2008年）

千葉テレビ
- ちば見聞録
  - 「千葉氏と頼朝伝説」（2014年）
  - 「酪農の里〜嶺岡」（2015年）

愛媛朝日テレビ
- 蘇る帝ロード ヤマトが愛した愛媛（2012年）

NHK BS
- 男前列伝（燃えつづけて 大器晩成 中川一政×光石研）（2011年）
- 島耕作のアジア立志伝（2013年－2015年）
- BS1スペシャル「激闘!ドロミテ鉄人レース」（2013年）
- BSプレミアム「父・尾崎豊を見つめて 裕哉 26歳の旅立ち」（2016年）

BS日テレ
- クラシックホテル憧憬（ゴール フェイス ホテル）（2011年）

BSジャパン
- 進化するニッポンモデル アジアの心をつかめ!〜成長する日本の保険戦略〜（2014年）

BSフジ
- 太平洋を渡ったフグ〜（2014年）

WOWOW
- ノンフィクションW「ラグビー 田中史朗 世界最高峰リーグへ」(2013年）
- 氷室京介 25th Anniversary Special（2014年）

cs放送
- FOX CRIME（2013年－2015年）
- グリーンチャンネル ターフからの贈り物（2013年）
- グリーンチャンネル ターフからの贈り物「 Season 2」（2014年）
- グリーンチャンネル「水曜馬スペ!」（2014年）
- スペースシャワーTV「矢沢永吉」特集（2014年）
- Jスポーツ 「エアレースパイロット　室屋義秀」（2017年）

その他
- 砂の美術館館内映像（2014年）
- JRA競馬博物館展示映像（2014年）
- パチンコ 西陣 春一番

### CMナレーション
- パイオニア サイバーナビ カロッツェリア（2011年 - 2013年）
- キリン コーラショック（2011年）
- ホクレン ブランドイメージ（2011年）
- アサンテ シロアリ退治（2012年）
- マクドナルド 世界のマック（2012年）
- ホンダ NC700X（2012年）
- ヤンマー 食編（2013年）
- バンダイ 神羅万象チョコ（2013年）
- ロート製薬 デオウ（2013年 - ）
- NEXON 三国志を抱く（2013年）
- GREE 聖戦ケルベロス（2014年）
- 花王 リセッシュ ブラック（2014年）
- コーワ ウナコーワ エース（2014年）
- ハウス食品 メガシャキ（2015年）
- 三菱自動車 デリカD5（2015年 - ）
- カネボウ アリー（2016年 - ）
- 国際石油開発帝石（2017年）
- 大宮アルディージャ（2017年）
- 三菱電機車いすバスケ（2017年）

### アニメ
- イヴの時間（2010年）